# Смог (дракон)
Смог Великолепни е един от последните велики дракони. През 28 век от Третата епоха той узнал от някъде за несметните богатства, които джуджетата от Еребор били натрупали. През 2770 г. от същата епоха Смог атакувал Самотната планина и унищожил с пламъците си кралството на джуджетата и близкия град Дейл.
Когато събрал всичкото съкровище, той си направил скъпоценно леговище в Еребор и помислил, че е вече неуязвим за вечни времена. Отсега нататък той заспал своя сън но през 2941 г. от Третата епоха Смог се събудил и открил, че една златна купа от съкровището му липсва. Тя била задигната от Торин, наследник на краля под планината, който бил пропъден от кралството преди години и Билбо Торбинс – хобит притежаващ вълшебен пръстен, с чиято помощ бил откраднал купата.
Смог излетял и атакувал Езерния град с пламците си, но там и намерил гибелта си. Бард, потомък на Гирион от Дейл, улучил Смог в слабото място в бронята, за което узнал от Билбо.

## Цитати
| „                                          | Бронята ми е здрава като десет щита, събрани заедно, зъбите ми са мечове, а ноктите — копия, ударът на опашката ми поразява като гръм, крилете ми са ураган, а диханието ми е смъртоносно! | “ |
| „Билбо Бегинс“, гл. 12 – Вътрешни сведения | |   |